# Роди Миличи
Родѝ Мѝличи (на италиански: Rodì Milici; на сицилиански: Rudì Milici, Руди Миличи) е община в Южна Италия, провинция Месина, автономен регион и остров Сицилия. Разположено е на 125 m надморска височина. Населението на общината е 2149 души (към 2011 г.).
Административен център на общината е село Роди (на италиански: Rodì).